# Catarata de Pacchacoto
La catarata Pacchacoto es un salto de agua que se sitúa en el distrito de San Pedro de Cajas, Provincia de Tarma, perteneciente al Departamento de Junín, en el Perú. Se ubica a 3 km del centro poblado de San Pedro de Cajas.
La catarata está formada por un salto de aproximadamente 10 m de altura y 5 m de anchura en la base.